# Пиллати, Хенрик
Хенрик Пиллати (пол. Henryk Pillati, 19 января 1832, Варшава — 16 апреля 1894, там же) — польский исторический художник, график, иллюстратор, карикатурист.

## Биография
Хенрик Пиллати родился в зажиточной семье. В 1845 году в 13-летнем возрасте поступил в Варшавскую школу изящных искусств. После 3-х лет обучения, в 1848 году, в результате эпидемии холеры его родители умерли, поэтому 16-летнему юноше пришлось бросить учебу в школе и заняться работой, для того чтобы прокормить младших братьев и сестер. Он писал и продавал небольшие жанровые картины и полотна, изображавшими сцены польско-шведской войны.
С 1852 по 1853 год им был создан ряд больших полотен, предназначенных для декорации пароходов, плавающих по Висле (пароходная компания графа Анджея Замойского, во время январского восстания в Польше была конфискована царским правительством).
В 1853 году Хенрик Пиллати отправился в Париж, где поступил в Национальную высшую школу изящных искусств (École de Beaux-Arts), где учился в течение года.
До 1857 г. продолжал обучение в Мюнхенской академии художеств, затем отправился в Рим.
С 1860 г. занимался созданием книжных иллюстраций и рисунков и карикатур для варшавских газет и журналов.
Хенрик Пиллати писал, в основном, картины на исторические темы, преимущественно связанные с батальными эпизодами польской истории.

## Галерея

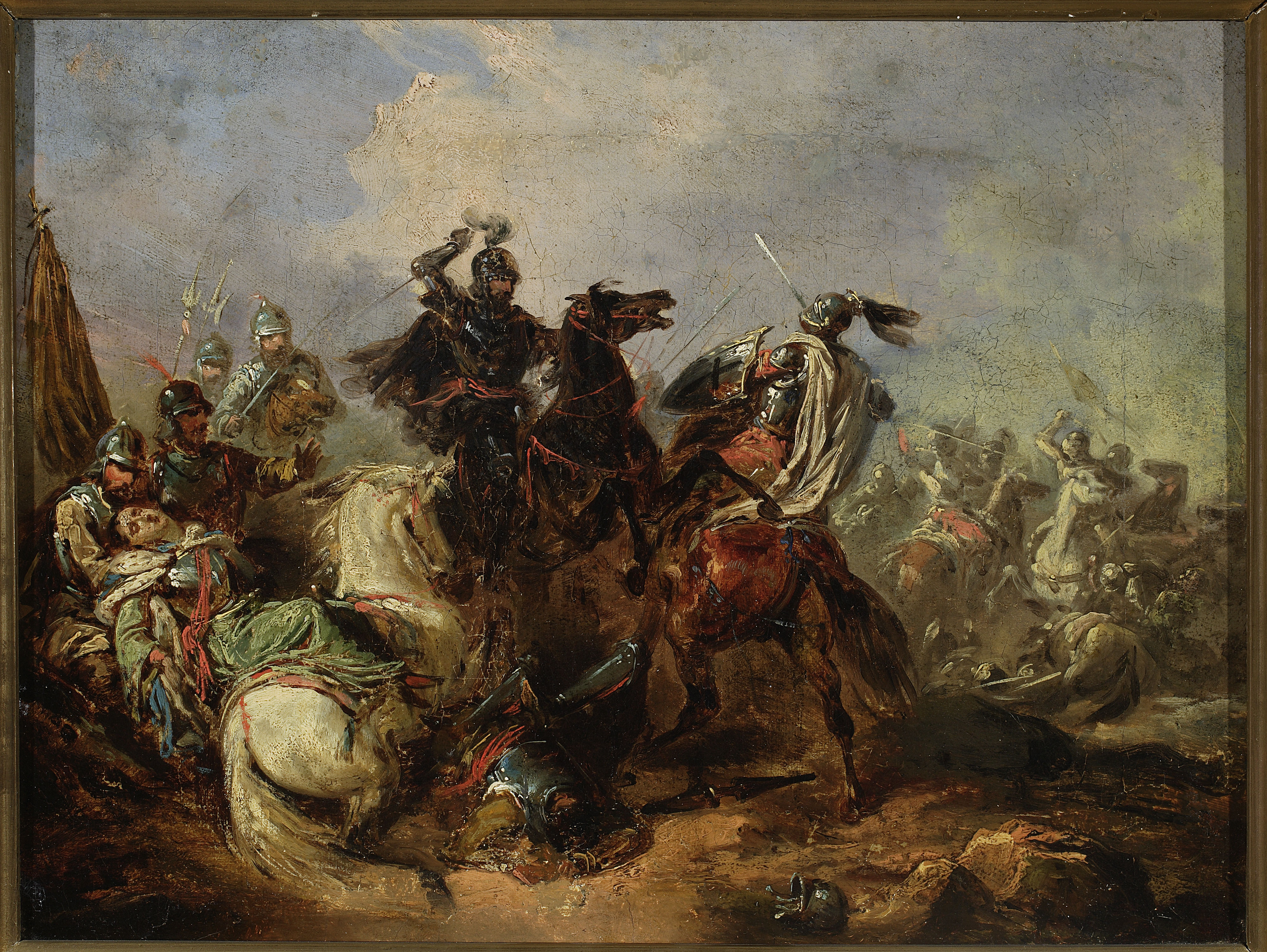
Битва литовцев с тевтонцами
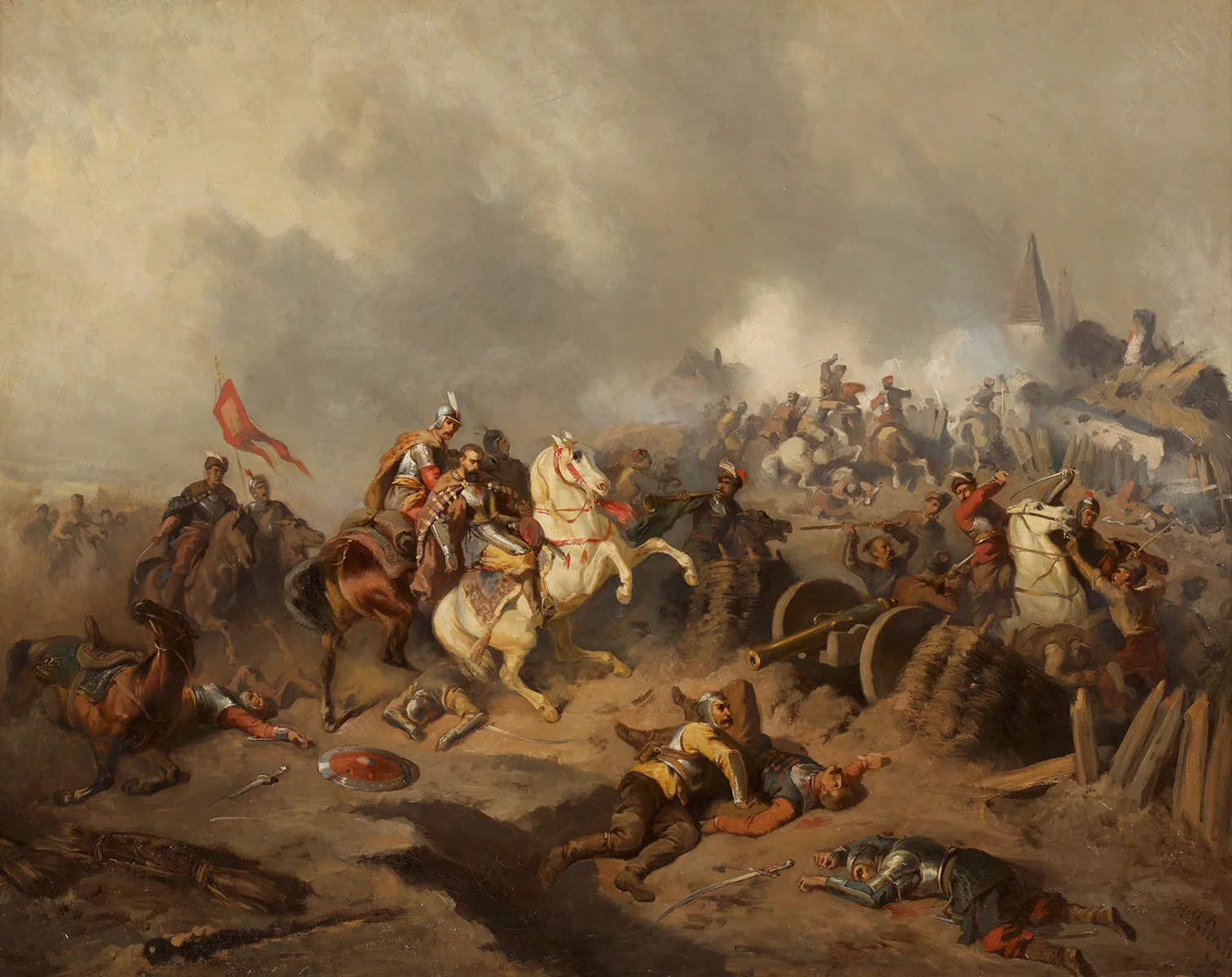
Стефан Чарнецкий под Монастырищем, 1857 г.
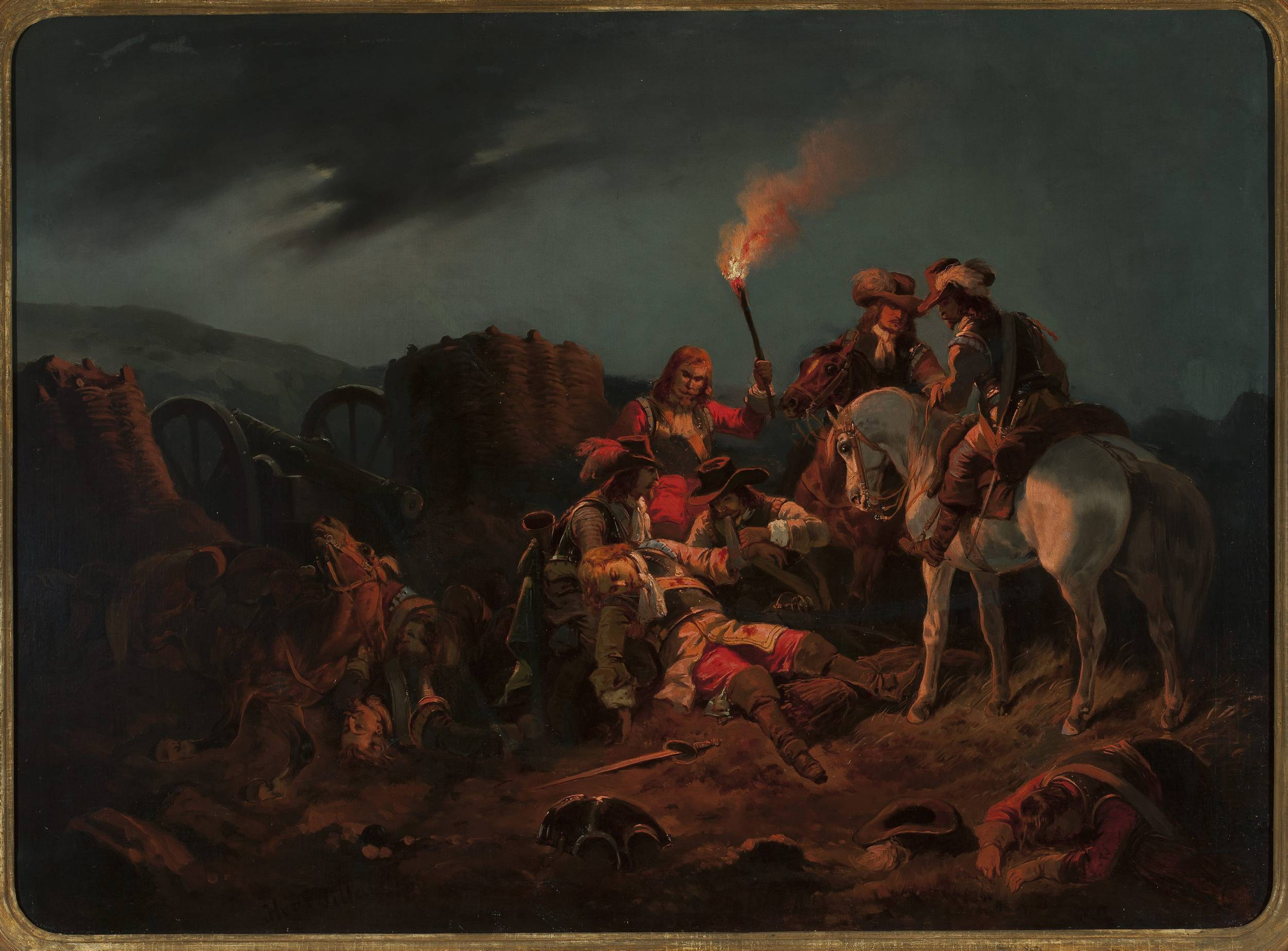
После битвы. Эпизод Шведского потопа
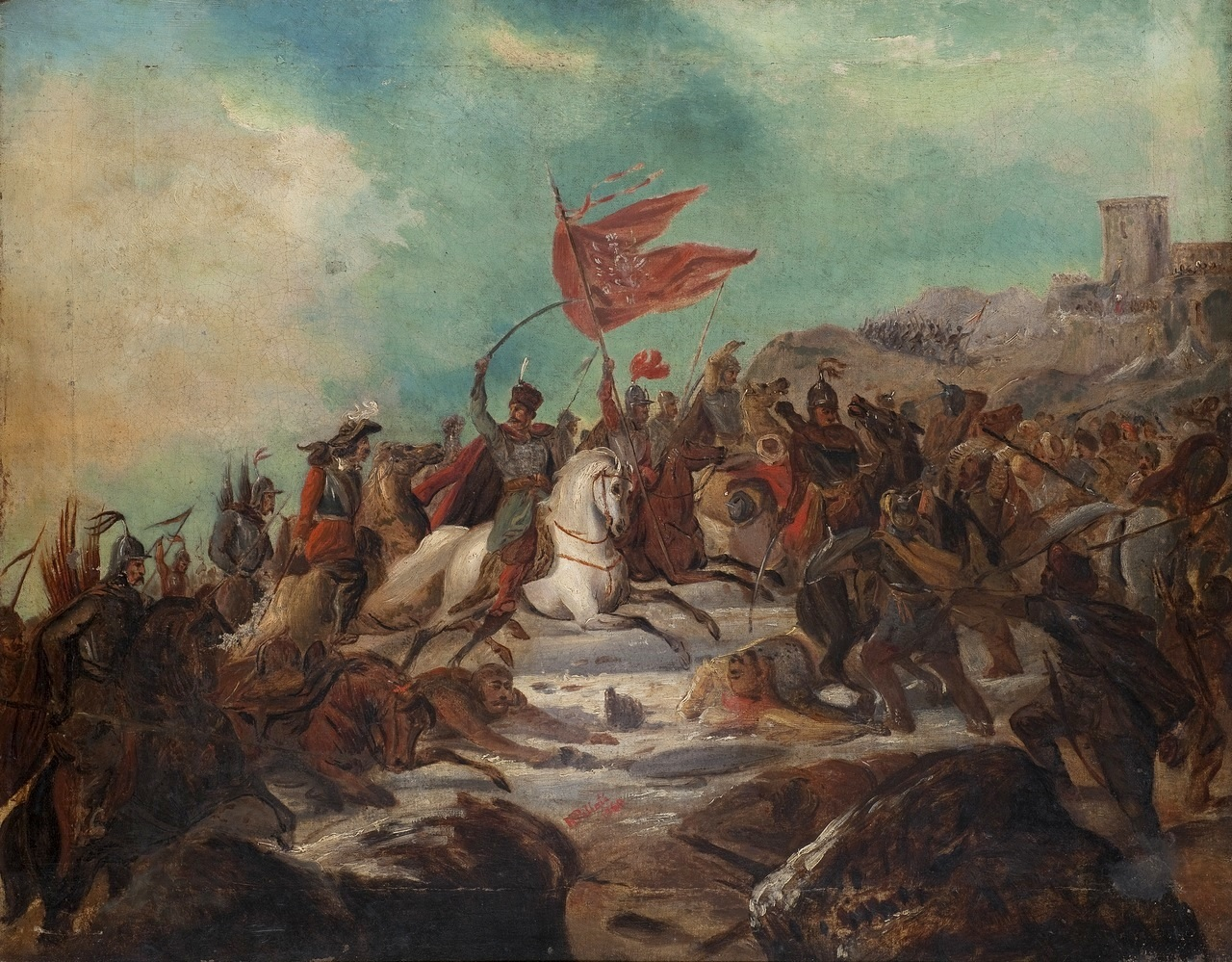
Батальная сцена, 1860 г.
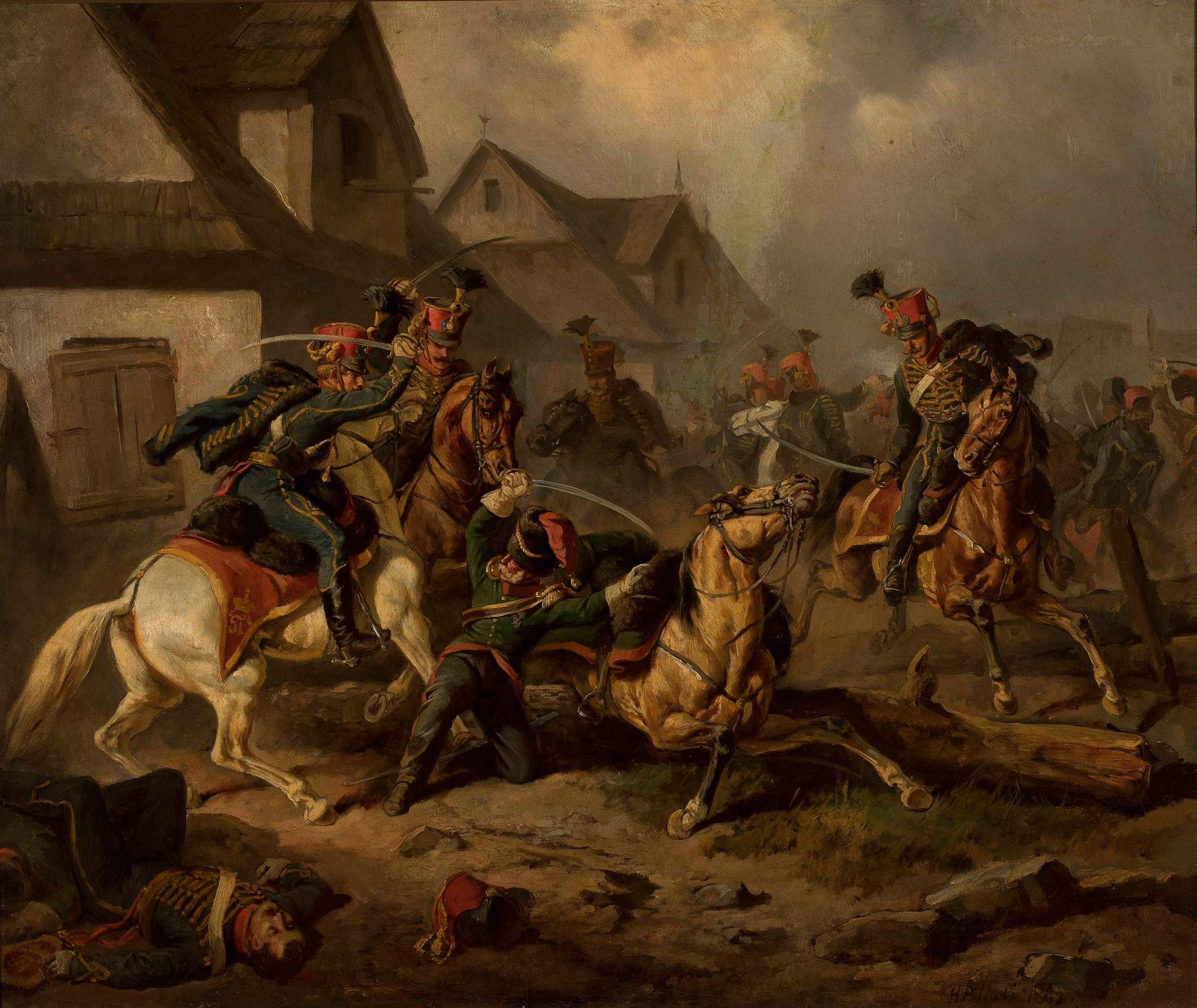
Смерть Берека Йоселевича, 1867 г.
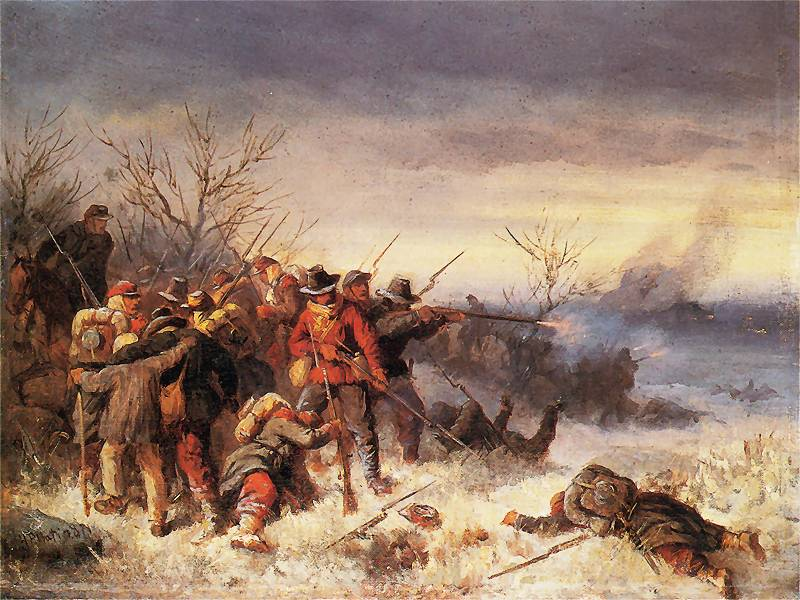
Французские партизаны, 1871 г.
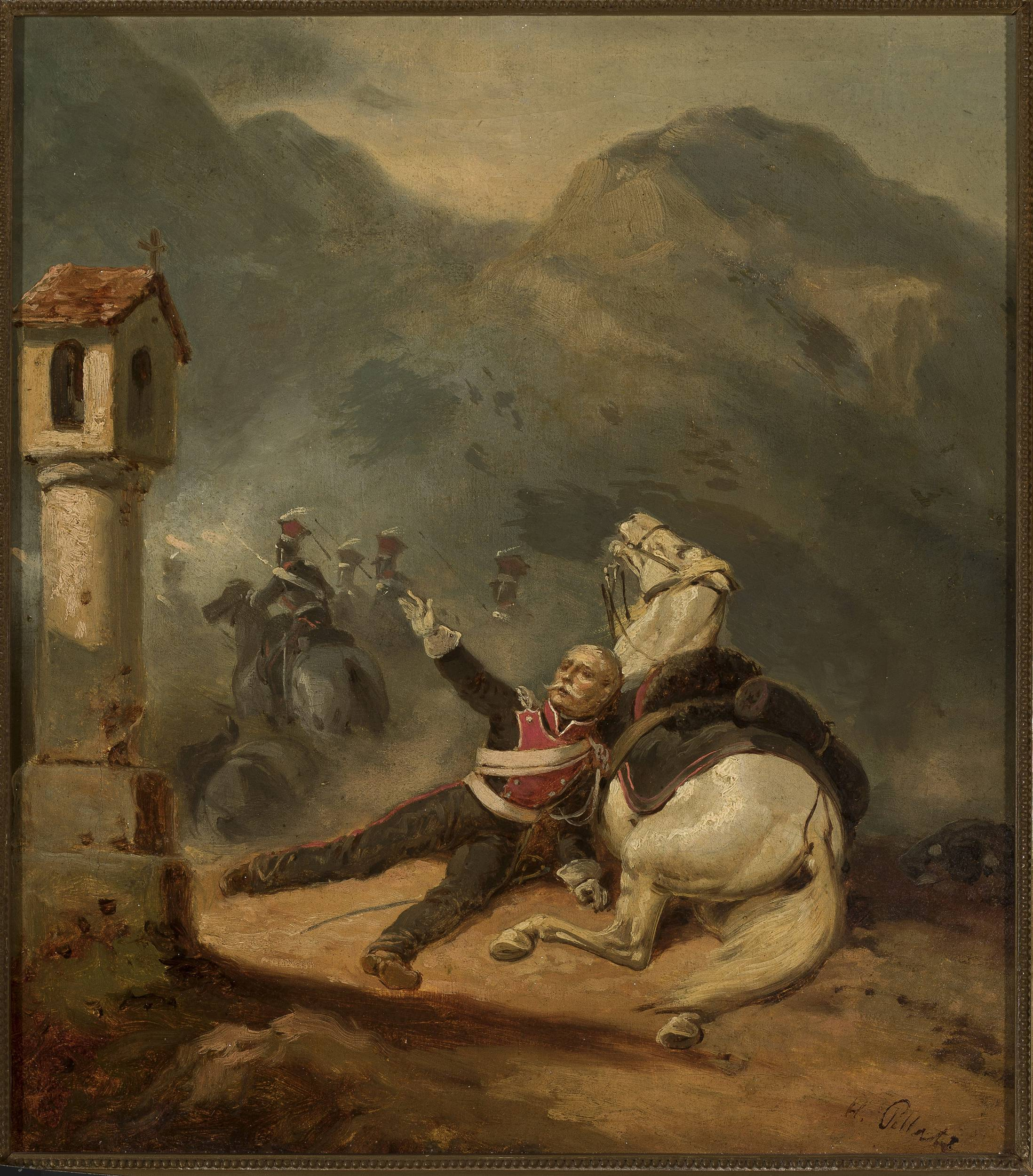
Раненый улан, 1853 г.
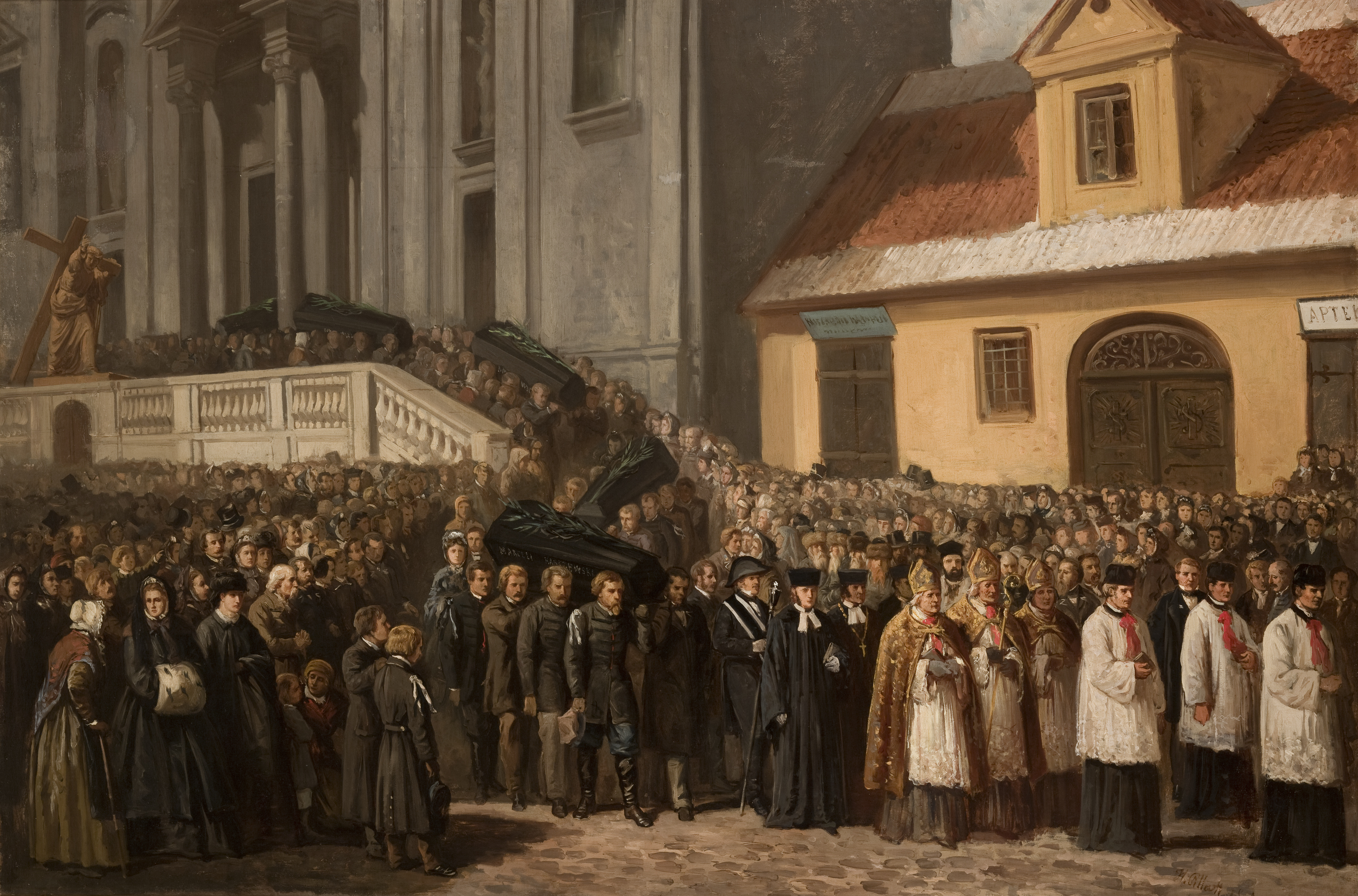
Похороны жертв манифестаций в Варшаве, 1865 г.